# Julien Demeulenaere
Juliaan (Julien) Demeulenaere (Roeselare, 5 augustus 1937) is een voormalig Belgisch volksvertegenwoordiger en Vlaams volksvertegenwoordiger.

## Levensloop
Hij werd beroepshalve leraar wiskunde en economie en was kabinetsmedewerker van ministers Herman De Croo, André Kempinaire en Karel Poma.
In 1967 stichtte hij in Diksmuide een afdeling van de PVV-Jongeren. Van 1967 tot 1979 was hij schatbewaarder van de PVV-afdeling van het kanton Diksmuide en van 1977 tot 1979 was hij voorzitter van de PVV-afdeling van Diksmuide. Vervolgens was hij van 1980 tot 1984 voorzitter van de PVV-federatie van het arrondissement Veurne-Diksmuide-Oostende. Daarna werd hij voorzitter van de PVV-afdeling van het kanton Gistel.
Voor de PVV en daarna de VLD zetelde Demeulenaere van 1991 tot 1995 in de Kamer van volksvertegenwoordigers, als verkozene voor het arrondissement Veurne-Diksmuide-Oostende van 1991 tot 1995.
In de periode januari 1992-mei 1995 had hij als gevolg van het toen bestaande dubbelmandaat ook zitting in de Vlaamse Raad. De Vlaamse Raad was vanaf 21 oktober 1980 de opvolger van de Cultuurraad voor de Nederlandse Cultuurgemeenschap, die op 7 december 1971 werd geïnstalleerd, en was de voorloper van het huidige Vlaams Parlement. Bij de eerste rechtstreekse verkiezingen voor het Vlaams Parlement van 21 mei 1995 werd hij verkozen in de kieskring Veurne-Diksmuide-Ieper-Oostende. Ook na de volgende Vlaamse verkiezingen van 13 juni 1999 bleef hij Vlaams volksvertegenwoordiger tot juni 2004. Sinds 22 juli 2004 mag hij zich ere-Vlaams volksvertegenwoordiger noemen. Die eretitel werd hem toegekend door het Bureau (dagelijks bestuur) van het Vlaams Parlement.
Hij was ook van 1982 tot 2005 gemeenteraadslid van Oudenburg.